# Slackintosh
Slackintosh este o distribuție de Linux bazată pe Slackware.

## Legături externe
- Site oficial Arhivat în 1 februarie 2010, la Wayback Machine.
- Slackintosh la distrowatch.com